# Штерн Володимир Аронович
Володимир Аронович Штерн (узб. Vladimir Aronovich Shtern; нар. 21 жовтня 1942, Ташкент, Узбецька РСР — пом. 26 січня 2024, Ташкент, Узбекистан) — радянський узбецький футболіст, захисник.

## Життєпис
Єврей за походженням, народився в Ташкенті. Певний період часу проживав у Кіровограді, тренувався у Якова Шкловського. У школі «Пахтакора» тренувався під керівництвом Сергія Арутюнова, у 1960 році грав у дублі. У 1962-1964 році виступав за «Пахтакор»/«Політвідділ» (Ташкентська область). У 1964—1973 роках грав за «Пахтакор», провів 242 гри, (201 — у вищій лізі), забив один м'яч — 21 вересня 1967 року у виїзному поєдинку проти ленінградського «Зеніту» (2:2) відкрив рахунок ударом із центрального кола. 1973 року перебував у складі клубу другої ліги «Андижанець», після чого завершив кар'єру.
Понад двадцять років очолював футбольну школу «Пахтакора», потім — комісар матчів чемпіонату Узбекистану.
Фіналіст Кубку СРСР 1967/68.
Помер у Ташкенті на 82-му році життя.